# 范其鹏
范其鹏，中华人民共和国政治人物、全国脱贫攻坚先进个人。

## 生平
范其鹏任山东省医保局待遇保障处二级调研员。因在脱贫攻坚战中作出突出贡献，2021年2月25日全国脱贫攻坚总结表彰大会上，范其鹏被授予“全国脱贫攻坚先进个人”。